# IC 1986
IC 1986 је спирална галаксија у сазвјежђу Часовник која се налази на листи објеката дубоког неба у Индекс каталогу.
Деклинација објекта је - 45° 21' 21" а ректасцензија 3h 40m 35,2s. Привидна величина (магнитуда) објекта IC 1986 износи 14,2 а фотографска магнитуда 14,8. Налази се на удаљености од 17,8 милиона парсека од Сунца. IC 1986 је још познат и под ознакама ESO 249-13, AM 0338-453, multiple system ?, PGC 13521.